# Dudley Steinwall
Dudley Steinwall (Anuradhapura, 9 de noviembre de 1974) es un exfutbolista y entrenador srilanqués. Dirigió a la Selección de fútbol de Sri Lanka desde abril de 2016 hasta julio de 2017.